# Bundesverband Musikindustrie
Bundesverband Musikindustrie ou BVMI representa os interesses da indústria da música na Alemanha, especialmente em matéria econômica e implicações legais. A empresa nasceu em 2007 com a fusão da seção alemã da IFPI e da Bundesverband der Phonographischen Wirtschaft. Ela é associada ao IFPI.

## Certificações

### Álbums
| Certificação | Vendas                          | Vendas                           | Vendas                         | Vendas                       |
| Certificação | Antes de 24 de setembro de 1999 | Depois de 24 de setembro de 1999 | Depois de 1 de janeiro de 2003 | Depois de 1 de junho de 2014 |
| ------------ | ------------------------------- | -------------------------------- | ------------------------------ | ---------------------------- |
| Ouro         | 250.000                         | 150.000                          | 100.000                        | 100.000 (Inalterado)         |
| Platina      | 500.000                         | 300.000                          | 200.000                        | 200.000 (Inalterado)         |
| 3× Ouro      | 750.000                         | 450.000                          | 300.000                        | 300.000 (Inalterado)         |
| 2× Platina   | 1.000.000                       | 600.000                          | 400.000                        | 400.000 (Inalterado)         |
| 5× Ouro      | 1.250.000                       | 750.000                          | 500.000                        | 500.000 (Inalterado)         |
| 3× Platina   | 1.500.000                       | 900.000                          | 600.000                        | 600.000 (Inalterado)         |
| Diamante     | não premiado                    | não premiado                     | não premiado                   | 750.000                      |

### Singles
| Certificação | Vendas                        | Vendas                                      | Vendas                       |
| Certificação | Antes de 1 de janeiro de 2003 | 1 de janeiro de 2003 até 1 de junho de 2014 | Depois de 1 de junho de 2014 |
| ------------ | ----------------------------- | ------------------------------------------- | ---------------------------- |
| Ouro         | 250.000                       | 150.000                                     | 200.000                      |
| Platina      | 500.000                       | 300.000                                     | 400.000                      |
| 3× Ouro      | 750.000                       | 450.000                                     | 600.000                      |
| 2× Platina   | 1,000.000                     | 600.000                                     | 800.000                      |
| 5× Ouro      | 1.250.000                     | 750.000                                     | —                            |
| 3× Platina   | 1.500.000                     | 900.000                                     | 1.200.000                    |

### Vídeos
| Certificação | Vendas                |
| Certificação | Desde Janeiro de 2002 |
| ------------ | --------------------- |
| Ouro         | 25.000                |
| Platina      | 50.000                |

### Jazzsinglesouálbums
| Certificação | Vendas                |
| Certificação | Desde Janeiro de 1992 |
| ------------ | --------------------- |
| Ouro         | 10.000                |
| Platina      | 20.000                |